# Parque Novo Horizonte
O Parque Novo Horizonte é um bairro de São José dos Campos, concebido, desde o início, para ser um bairro proletário. O loteamento vizinho, Jardim Cerejeiras, é na prática considerado como parte do Parque Novo Horizonte. Desde 1979, o bairro organiza anualmente a Festa do Dia do Trabalhador, reunindo em 2012 cerca de 90 mil pessoas.

## História
O projeto de um bairro operário foi idealizado em 1978 pelo então presidente do Sindicato da Construção Civil (Sintricom), Pedro Rocha; a área hoje ocupada pelo bairro correspondia à Fazenda Santa Emília, cujos donos vivem no bairro até hoje. O Parque Novo Horizonte foi inaugurado em 24 de setembro de 1978, contando com a presença do então prefeito Ednardo de Paula. Inicialmente, o bairro contava com 500 lotes e um pouco mais de 1000 moradores.

## Características
O Parque Novo Horizonte mantém o perfil de "bairro de trabalhadores", sendo residencial, de classe média, praticamente sem verticalização. Em termos de infra-estrutura, conta com Unidade Básica de Saúde (UBS), uma Unidade de Pronto Atendimento (UPA), uma escola estadual, uma escola municipal, uma creche, uma pré-escola, um ginásio de esportes, uma unidade da FUNDHAS, um espaço cultural e um posto da guarda municipal.
Todas as ruas do Parque Novo Horizonte tem nomes de profissões, embora isso não se aplique ao Jardim Cerejeiras, onde as ruas tem nomes de datas relativo ao dia das profissões. Possui expressivo comércio de rua, atendendo as necessidades de sua população e de vários bairros em seu entorno, chamado de fundo da zona leste, uma das regiões mais populosas do município.

### Transporte
O bairro fica a 14 km do centro da cidade, sendo, portanto, um dos bairros mais periféricos do distrito-sede de São José dos Campos, embora relativamente próximo de um grande número de indústrias. Existe praticamente uma única entrada e saída, a Avenida Tancredo Neves, que liga o bairro à Rodovia Dutra e à Avenida Juscelino Kubitschek, uma avenida bastante problemática em termos de multas e acidentes.
Existe uma perspectiva de melhoria da ligação do bairro com o resto da cidade através da Via Leste, uma via expressa de 8 km, contando com ciclovia e corredor de ônibus, que conectará o Parque Novo Horizonte à Via Cambuí e à região Sudeste da cidade. O projeto foi concebido no do mandato do prefeito Eduardo Cury, porém o prefeito eleito para o mandato 2013-2016, Carlinhos Almeida, se comprometeu a colocar o projeto em prática.
O bairro também possui uma ciclovia na Avenida Tancredo Neves, inaugurada com 1,23 km. Atualmente a ciclovia liga o bairro à rotatória da Rua do Cajuru, próximo ao complexo industrial da REVAP.

### Pontos de interesse
- A Praça Primeiro de Maio é o coração de bairro, onde é realizada anualmente a Festa do Dia do Trabalhador, além de outros shows e eventos
- A Igreja Coração Eucarístico de Jesus, localizada na Praça Primeiro de Maio, é a principal igreja do bairro, com sua paróquia fundada em 1990[7]
- A Rua dos Lavradores é o centro comercial do bairro
- Espaço Cultural Eugênia da Silva, pertencente à Fundação Cultural Cassiano Ricardo, inaugurado em 2005, com cursos nas áreas de dança, música, teatro e artes plásticas, exposições e apresentações[8]